# 3154 Грант
3154 Грант (3154 Grant) — астероїд головного поясу, відкритий 28 вересня 1984 року.
Тіссеранів параметр щодо Юпітера — 3,198.